# IC 5246
IC 5246 је спирална галаксија у сазвјежђу Тукан која се налази на листи објеката дубоког неба у Индекс каталогу.
Деклинација објекта је - 64° 53' 52" а ректасцензија 22h 46m 39,5s. Привидна величина (магнитуда) објекта IC 5246 износи 13,8 а фотографска магнитуда 14,7. IC 5246 је још познат и под ознакама ESO 109-19, AM 2243-650, PGC 69696.